# Gare de Massy-Europe
Pour les articles homonymes, voir Gare de Massy.
La gare de Massy-Europe est un élément d'un pôle multimodal en construction situé sur le territoire de la commune de Massy, dans le département de l'Essonne. Elle est desservie depuis le 9 décembre 2023, par la ligne T12 du tramway, une ligne de tram-train reliant, en première phase, la gare d'Évry-Courcouronnes à celle de Massy - Palaiseau puis, en seconde phase, à celle de Versailles-Chantiers.

## Situation ferroviaire
La gare dessert directement la zone d’activité économique en développement Massy-Europe, comprenant le centre commercial Carrefour, la ZAC Atlantis et la ZAC de la Bonde.
Les quais de la station, sur la ligne T12 sont implantés est-ouest, directement sur la ligne de la grande ceinture de Paris.

## Histoire
Initialement prévue en 2020, la mise en service de la gare, liée à la mise en service de ligne T12, a été reportée à 2023,.

## Service des voyageurs

### Accueil
Halte ou station SNCF, c'est un point d'arrêt non géré (PANG) à accès libre. Elle dispose de deux quais. Elle est équipée d'abris sur chacun des quais et d'automates pour l'achat et le compostage de titres de transport. C'est une station qui est accessible « en toute autonomie » par les personnes en fauteuil roulant, grâce à des rampes. La traversée des voies se fait au travers d'un passage sous les voies et d'ascenseurs.

### Desserte
La gare de Massy-Europe est desservie par des tram-trains de la relation Massy-Palaiseau - Évry-Courcouronnes (ligne T12).

## Intermodalité
Une correspondance est envisagée entre le tram-train et le futur TCSP Massy - Les Champarts.
La gare est desservie à distance par la ligne 319 du réseau de bus RATP à l'arrêt Galvani-Sud.